# Sanctus Diavolos
Sanctus Diavolos è l'ottavo album in studio del gruppo musicale Rotting Christ, pubblicato il 2004 dalla Century Media Records. 

## Tracce
1. "Visions of a Blind Order" – 3:46
2. "Thy Wings Thy Horns Thy Sin" – 4:13
3. "Athanati Este" – 5:40
4. "Tyrannical" – 5:07
5. "You My Cross" – 4:19
6. "Sanctimonious" – 3:16
7. "Serve in Heaven" – 3:55
8. "Shades of Evil" – 5:14
9. "Doctrine" – 6:28
10. "Sanctus Diavolos" – 6:41

## Formazione
- Sakis “Necromayhem” Tolis - voce, chitarra, tastiera, testi
- Andreas Lagios - basso
- Themis Tolis - batteria